# Jean-Luc Mélenchon
Jean-Luc Mélenchon (Tánger, 19 de agosto de 1951) es un político francés. 
Desde junio de 2017 es diputado en la Asamblea Nacional por el partido político Francia Insumisa, del que fue presidente en la cámara baja hasta octubre de 2021. 
En 2016 fundó el movimiento Francia Insumisa, por el que ha sido candidato a las elecciones presidenciales en 2017 y logró el cuarto puesto con el 19,58 % de votos y en abril de 2022 logró la tercera posición en la primera vuelta con el 21,95 % de los votos.
Fue miembro del Partido Socialista (1976-2008), partido con el que ocupó varios cargos: concejal municipal de Massy (1983), concejal del departamento de Essonne (1985) y senador de este mismo departamento (1986; reelegido en 1995 y 2004). Por otra parte, fue Ministro Delegado de Enseñanza Profesional (2000-2002), en el Ministerio de Educación Nacional de Jack Lang, bajo el gobierno de cohabitación del primer ministro Lionel Jospin.
Formó parte del ala izquierda del PS hasta que en el congreso de Reims de noviembre de 2008, decidió dejar el partido para crear el Partido de Izquierda (PG). Fue presidente de la oficina nacional de este partido y después co-presidente, con Martine Billard, hasta 2014.
Bajo la bandera del Frente de Izquierda, coalición que comprende el PG, el Partido Comunista Francés e Izquierda Unitaria, fue elegido eurodiputado en la circunscripción del Suroeste de Francia en 2009 (reelegido en 2014). Fue el candidato de la coalición en la elección presidencial de Francia de 2012, en la cual llegó cuarto en la primera vuelta, con un 11,1 % de los votos. En julio de 2015 anunció que quería ser candidato en la elección presidencial de Francia de 2017, sin el Frente de Izquierda, «fuera del marco de los partidos», para lo que funda el movimiento Francia insumisa en febrero de 2016. También fue candidato en la elección presidencial de 2022.

## Biografía

### Orígenes familiares
Jean-Luc Mélenchon es el hijo menor de Georges Mélenchon, jefe de correos, y de Jeanine Bayona, profesora de primaria, ambos nacidos franceses en Argelia. Nació el 19 de agosto de 1951 en Tánger (Marruecos), entonces zona internacional, donde sus padres trabajaban.
Su abuelo paterno, Antonio Melenchón, era natural de Mula, localidad de la Región de Murcia (España). A principios del siglo XX se instaló en Orán, en la entonces Argelia francesa, y se casó con Aimée Canicio, también de origen español. Por el lado materno, su abuelo François Bayona nació en 1889 cerca de Valencia, también en España, y se casó con Jeanne Emmanuelle Caserta, italiana originaria de Sicilia.
En 1962, tras del divorcio de sus padres, abandona Marruecos, después de haber estudiado en el liceo Regnault de Tánger, para trasladarse a Francia e instalarse en Yvetot, en el País de Caux (Normandía). Se mudó después al Jura, a donde se transfiere a su madre.
Casado con Bernadette Abriel durante su temporada en Besanzón (y después divorciado), tiene una hija, Maryline, nacida en 1974, teniente de alcalde del cuarto distrito de Lyon desde marzo de 2008 hasta febrero de 2009 y compañera de Gabriel Amard, secretario nacional del Partido de izquierda y exalcalde de Viry-Châtillon.

### Trayectoria profesional
Titular de un grado de filosofía, pasa a ser corrector en la imprenta Néo-Typo de Besanzón, paralelamente a sus estudios. También ha trabajado en la empresa de relojería Maty y en una gasolinera. En 1975, es profesor en el instituto de la madera de Mouchard (Jura). En 1976, vuelve a Lons-le-Saunier (Jura), donde es profesor de francés en un instituto técnico.
En 1988, recibe del presidente argentino Raúl Alfonsín, el primer presidente elegido después del restablecimiento de la democracia, el grado de Gran oficial del Orden de Mayo al mérito para su contribución a la lucha contra la dictadura.

## Carrera política

### Carrera como ministro
- 27 de marzo de 2000-6 de mayo de 2002: ministro delegado por la Formación profesional del gobierno Lionel Jospin

### Mandato de senador
- 2 de octubre de 1986-27 de abril de 2000; 26 de septiembre de 2004-7 de enero de 2010: senador de Essonne

### Mandatos locales
- 1983-2001: consejero municipal de Massy (Essonne)
- 1989-1995: teniente de alcalde de Massy
- 1985-1992; 1998-2000; 2001-2004: consejero general de Essonne para el municipio de Massy-Ouest
- 1998-2000: vicepresidente del consejo general de Essonne

### Mandato europeo
- 7 de junio de 2009: elegido eurodiputado de la circunscripción del Suroeste, sobre la lista Frente de Izquierda para cambiar de Europa.

### Elecciones presidenciales de 2012
Jean-Luc Mélenchon propone su candidatura para las elecciones presidenciales el 21 de enero de 2011. Obtiene el apoyo del Partido de Izquierda, de la Izquierda Unitaria y de la Federación para una alternativa social y ecológica. El 5 de junio de 2011, un 63,6 % de los 800 delegados del Partido Comunista Francés, reunidos durante una conferencia nacional en Montreuil votan a favor de una resolución política incluyendo la candidatura de Jean-Luc Mélenchon para las elecciones presidenciales de Francia de 2012. Durante una Consultación interna del Partido Comunista Francés para la Elección presidencial de 2012 en junio de 2011, los militantes comunistas se pronuncian a favor de su candidatura (un 59,12 %). Jean-Luc Mélenchon llega a ser entonces el candidato oficial del Frente de Izquierda para la elección presidencial de 2012.
Según los sondeos previos a la primera vuelta, el Frente de Izquierda realizaría una muy buena elección, con una intención de voto de entre el 13 y el 17 %, lo que le situaría por delante del centrista François Bayrou del MoDem e incluso en tercer lugar, por delante de la candidata del ultraderechista Frente Nacional, Marine Le Pen, según algunas de las últimas encuestas. De todos modos, previendo una segunda vuelta entre el presidente conservador Nicolas Sarkozy y el socialista Francois Hollande, Melenchon dio a entender durante la campaña que, en caso de que sus resultados no alcanzaran para acceder a la segunda vuelta, el Frente de Izquierda respaldaría a Hollande. Afirmó que excluía toda participación en un gobierno socialista, si bien Hollande declaró que en caso de ganar las elecciones abriría la puerta a todos los partidos que le habrían ayudado en alcanzar la victoria.
En la elección presidencial, finalmente los números fueron buenos para el Frente de Izquierda, aunque no tanto como se esperaba en el mes previo al comicio: Mélenchon se ubicó en el cuarto lugar obteniendo el 11.1 % del voto popular, detrás de Hollande (28.7 %), Sarkozy (27 %) y Marine Le Pen (17.9 %) y por delante del centrista Francois Bayrou (9.1 %). La misma noche de la primera vuelta electoral, mientras celebraba el haberse constituido como la "única fuerza política nueva" surgida en las urnas en esa elección, Mélenchon llamó a sus seguidores a movilizarse en la segunda vuelta del 6 de mayo para "terminar" con el gobierno de Nicolas Sarkozy y pidió explícitamente el voto para François Hollande. A pesar de dicho apoyo, que se acrecentó con el correr de los días previos a la primera vuelta de las elecciones, Mélenchon negó que su Frente de Izquierda tuviera intención de integrarse al gobierno en caso de que Hollande triunfe en las elecciones. El respaldo de Mélenchon, junto con el de la candidata ecologista Eva Joly (2.2 % de los votos en la primera ronda), fue el más resonante y claro que obtuvo Hollande para la segunda vuelta, ya que Le Pen anunció que votaría en blanco, mientras que Bayrou, si bien dijo que elegiría al socialista a "título personal", dejó libertad de acción a sus electores.

### Contra la austeridad en Europa 2013
El 5 de mayo de 2013 tuvo lugar en Francia una manifestación contra las políticas de austeridad convocada por el Frente de Izquierda denominada «Marche citoyenne pour la 6e République» desde la plaza de la Bastilla a la Plaza de la Nación en la que se reclamaba una nueva Constitución que abra la VI República. Mélenchon manifestó que "No queremos al mundo de las finanzas en el poder, no queremos las políticas de austeridad que hacen sufrir a los pueblos de Europa y conducen a todo el continente al desastre", aseguró que su protesta va "contra el golpe de Estado financiero" y acusó a la "maldita troika" y a la "vacía Comisión Europea" de imponer al pueblo "un sufrimiento innecesario que se asemeja al sadismo" para pagar "una deuda que nunca será pagada". Y clamó: "Abajo el infame complot contra el desgraciado pueblo griego, portugués y español".

### Elecciones presidenciales de 2017
Según las ONG de ayuda al desarrollo Acción Contra el Hambre, Action Santé mondiale, Care France y ONE, Jean-Luc Mélenchon es el candidato más comprometido sobre el tema de la solidaridad internacional.
En las elecciones presidenciales del 23 de abril de 2017, Mélenchon obtuvo el 19,6 % de los votos, quedando en cuarta posición detrás de Emmanuel Macron (24 %), Marine Le Pen (21,3 %) y François Fillon (20 %) y delante de Benoît Hamon (6,4 %). El resultado supuso un aumento de 7 % en comparación con las elecciones de 2012.

### Diputado en la Asamblea Nacional (2017 - 2022)
En las elecciones legislativas de junio de 2017 logra un escaño en la Asamblea Nacional. Presenta su candidatura en Marsella, ciudad en la que quedó en primer lugar en la primera vuelta de las elecciones presidenciales. Se presenta por la cuarta circunscripción de Bouches du Rhone y logra el 34,3 % de votos en la primera vuelta y el 59,8 % en la segunda vuelta frente a Corinne Versini candidata de La República en Marcha. Deja entonces el escaño de europarlamentario a Marie-Pierre Vieu, que le sucedía en la lista de la candidatura del Frente de Izquierda. Asume también la presidencia del grupo Francia Insumisa en la Asamblea Nacional, puesto que ocupará hasta octubre de 2021 cuando lo cede Mathilde Panot para dedicarse por completo a su candidatura en las presidenciales de 2022.
Por otro lado, en 2019 en las elecciones europeas se presentó en una posición no elegible en la lista de Francia Insumisa que logra el quinto puesto con el 6,3 % de votos.

### Elecciones presidenciales de 2022
El 8 de noviembre de 2020 durante una entrevista en TF1 anuncia que será candidato a las presidenciales de 2022 si al menos 150.000 personas le dan apoyo en una plataforma digital creada con el nombre de "Nous sommes pour". Logra su objetivo. Rechaza participar en la Primarias Populares considerando que las diferencias entre las candidaturas son demasiado importantes. A pesar de ello es inscrito. A principios de abril de 2022 afianza su posición como favorito de la izquierda francesa frente a la debilidad de socialistas y ecologistas y su expectativa de voto es del 15 %.
Finalmente en la primera vuelta logra aglutinar el voto útil y alcanzó el 21,95 % quedando en tercera posición y fuera de la segunda vuelta frente a Macron con un 27,84 % y Marine Le Pen con un 23,15 % de votos.

## Controversias

### Interacciones con los medios
Jean-Luc Mélenchon es a menudo muy crítico con los medios de comunicación, especialmente de Le Monde y Libération. Mélenchon ha insultado a numerosos periodistas.[cita requerida] Calificó a Renaud Revel de L'Express de «pequeño y sucio espía» y tildó a la revista de «fascista».
En 2021 fue declarado culpable de difamación pública después de llamar a un periodista de Le Monde asesino reformado y «musa» de la CIA en su blog en noviembre de 2016.

### Acusaciones de antisemitismo
En 2013, Mélenchon se refirió al entonces ministro de Finanzas francés, Pierre Moscovici, como "uno de esos 17 bastardos del Eurogrupo [ministros de finanzas]" que presionaban a Chipre mientras buscaba urgentemente una solución de rescate para su crisis de deuda. "Moscovici se comporta como alguien que ha dejado de pensar en francés, como quien piensa sólo en el idioma de las finanzas internacionales". Fue acusado de hacer "comentarios inaceptables". Harlem Désir afirmó que "Mélenchon debería retirar inmediatamente estos comentarios inaceptables que hizo usando el vocabulario de la década de 1930". Mélenchon respondió que "no tenía idea de la religión de Pierre Moscovici y [no tenía] intención de convertirla en un problema en el futuro".
En agosto de 2014, durante un discurso en Grenoble, Mélenchon criticó al Consejo Representativo de las Instituciones Judías de Francia (CRIJF), coalición de organizaciones que representan a los judíos franceses: "Hemos tenido suficiente CRIJF. Francia es lo opuesto a las comunidades agresivas que sermonean al resto del país". "No creemos que ningún pueblo sea superior a otro", lo que sus críticos consideraron una alusión a la designación de los judíos en la Torá como el "pueblo elegido". Los comentarios de Mélenchon se produjeron a raíz de una serie de protestas en Francia contra la Operación Margen Protector de Israel.
En julio de 2017, Mélenchon sostuvo que la Francia republicana no tiene culpa en el Holocausto y criticó a Emmanuel Macron por admitir en una reunión en París en conmemoración de la Redada de Vel' d'Hiv que la Francia de Vichy era el gobierno francés legal en ese momento, concediendo así la responsabilidad del Estado francés en la deportación de los judíos. Los comentarios de Mélenchon se hicieron eco de los del expresidente socialista de Francia Mitterrand, que declaró en 1994 que la redada y deportación de judíos a los campos de exterminio durante la guerra fue obra de los ocupantes nazis del país y de la "Francia de Vichy", entidad ilegítima distinta de Francia.
Tras el asesinato en marzo de 2018 en París de Mireille Knoll, una anciana judía que sobrevivió a los acontecimientos de Vel d'Hiv y el Holocausto, el liderazgo del CRIJF solicitó a Mélenchon que se mantuviera alejado de la marcha en su memoria; El hijo de Mireille, Daniel, dijo que "todos sin excepción" podían asistir y que el "CRIJF está siendo político, estoy abriendo mi corazón a todos aquellos que tienen una madre". Junto a Marine Le Pen, quien también decidió estar presente fue abucheado y agredido por un grupo de manifestantes. En noviembre de 2019, Mélenchon acusó además al CRIJF de practicar un "sectarismo descarado, violento y agresivo", después de que le pidieran que no asistiera a la ceremonia en memoria de Knoll 18 meses después.
En diciembre de 2019, lamentó que el líder del Partido Laborista del Reino Unido, Jeremy Corbyn, cediera a las acusaciones de antisemitismo en su partido y dijo que Corbyn "tuvo que soportar, sin ayuda, las groseras afirmaciones de antisemitismo del rabino principal de Inglaterra y varias redes de influencia vinculadas al Likud; en lugar de replicar, se dedicó a disculparse y hacer promesas... Mostraba una debilidad que inquietaba a los sectores populares [del electorado]".
Mélenchon publicó posteriormente un post en su blog personal denunciando el uso del antisemitismo como pretexto para lanzar campañas de desprestigio contra figuras políticas. Llamó al "método ... absurdo, ofensivo, pero, lo que es más importante, peligroso. Porque todo esto es a expensas de la lucha real contra el antisemitismo. Su principal resultado es reducir el umbral de vigilancia de los antirracistas sinceros".

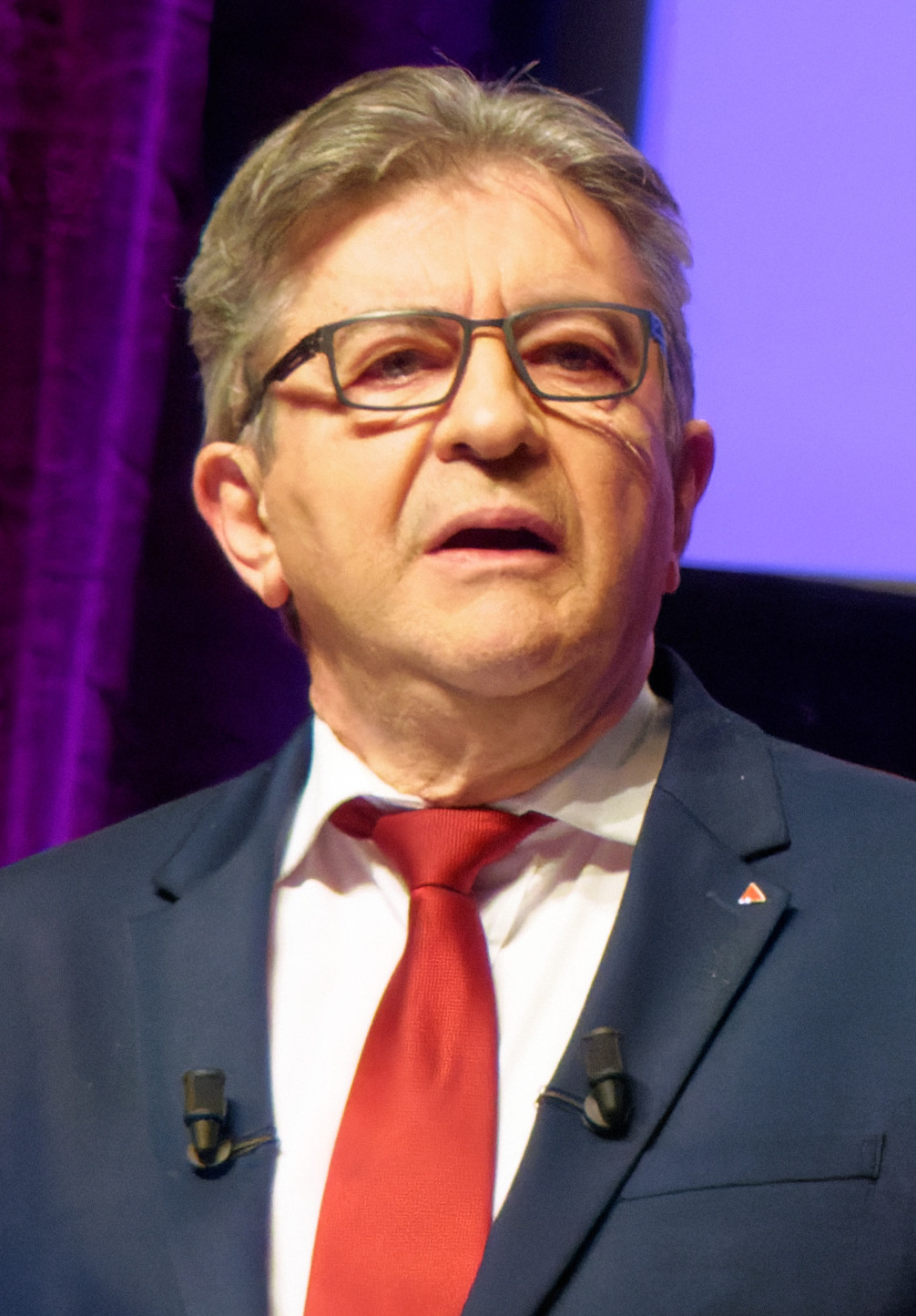
Mélenchon en 2022

En 2020, durante una entrevista sobre la policía francesa, dijo: "No sé si Jesús estaba en una cruz, pero aparentemente su propia gente lo puso allí". Tal declaración fue condenada por el Centro Wiesenthal.
En octubre de 2021, Mélenchon fue nuevamente acusado de antisemitismo, luego de que hiciera un comentario señalando a la tradición judía como responsable de las posiciones políticas de "extrema derecha" de Éric Zemmour. Su comentario fue condenado como antisemita por diferentes figuras políticas de todo el espectro político, como Christophe Castaner (La República en Marcha), Gilbert Collard (Agrupación Nacional) y Pierre Moscovici (Partido Socialista).

### Acusaciones de promover teorías conspirativas
En 2011, Rudy Reichstadt, director de Conspiracy Watch, comentó que si bien sería "bastante injusto" llamar a Mélenchon un teórico de la conspiración, a veces instigó teorías de conspiración antisemitas al minimizarlas o poner excusas para quienes las promulgan.
En junio de 2021, Mélenchon pronosticó que, en la última semana de la campaña presidencial de 2022, se produciría un "incidente grave o asesinato" que sería utilizado para "señalar con el dedo a los musulmanes e iniciar una guerra civil". Citó el atentado de 2002 contra el jubilado Paul Voise poco antes de la primera vuelta de las elecciones presidenciales, el atentado yihadista contra una escuela judía de Toulouse por parte de Mohammed Merah unos meses antes de las elecciones presidenciales de 2012 y el atentado terrorista de París unos días antes de la primera vuelta de las elecciones presidenciales de 2017. 
Su propio partido respaldó sus declaraciones, mientras que otros partidos las condenaron. Luego aclaró que se refería a “asesinos [que] esperan el mejor momento para que la gente hable de ellos” y a los políticos que utilizan tales sucesos con fines electorales. Rudy Reichstadt, director de Conspiracy Watch, describió la declaración de Mélenchon como "ambigua" y bastante cercana a las creencias conspirativas. Afirmó que Mélenchon había estado promoviendo teorías de conspiración durante varios años.